# Teja

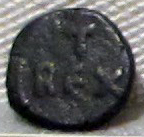
Bronzemünze mit der Aufschrift T[eia] Rex

Teja († Oktober 552) war Comes von Verona und im Jahr 552 der letzte König (rex) des Ostgotenreichs.
Ursprünglich Comes von Verona, ließ er die Via Postumia fluten und die Wege sperren, als der oströmische Feldherr Narses, mit vielleicht 30.000 Mann von Salona und Istrien kommend, nach Venetien vordrang. Narses führte seine Truppen die unwegsame und sumpfige Küste entlang und umging damit fränkische und gotische Einheiten, die Venetien absperren sollten. So zog er am 6. Juni 552 überraschend in Ravenna ein, um bereits neun Tage später auf Rom zu marschieren. Teja nahm im Juni oder Juli 552 an der Schlacht in der Ebene von Busta Gallorum teil. Dort besiegte Narses den Ostgotenkönig Totila, der in der Schlacht fiel.
Teja floh nach Pavia und wurde dort von den verbliebenen Truppen zum König erhoben. Er verbündete sich mit den Franken und konnte sich gegen Narses noch einige Wochen in Mittelitalien, zuletzt noch im Raum Neapel, halten. Im Oktober 552 wurden die Ostgoten jedoch von Narses in der Schlacht am Milchberg (Mons Lactarius) südlich von Neapel endgültig geschlagen. Teja selbst starb, so schildert es Prokop, als er in einer Felsklamm des Vesuvs in erster Reihe kämpfte, in dem Moment, als er seinen Schild wechseln musste.
Die überlebenden Goten kämpften noch einige Stunden weiter, danach unterwarfen sie sich teils den kaiserlichen Truppen, teils flohen sie zu den Franken. 555 kapitulierte die letzte gotische Einheit nördlich von Salerno. Verschiedene gotische Stadtkommandanten leisteten noch ein paar Jahre Widerstand gegen Narses. Die ostgotische Herrschaft über Italien war damit zu Ende – die letzten Goten gingen wohl ab 568 in den Langobarden auf. Papst Pelagius II. (579–590) war Ostgote.

## Rezeption
Literarisch ist Teja einer der Haupthelden in Felix Dahns Roman Ein Kampf um Rom; doch bereits der zeitgenössische oströmische Historiker Prokopios setzte Teja und seinem Tod in seinem Werk ein Denkmal.
Im Historienfilm Kampf um Rom wird Teja von Emanoil Petruț dargestellt.